# Bornmüller
Bornmüller ist ein deutscher Familienname.

## Herkunft und Bedeutung
Der Familienname Bornmüller ist abgeleitet vom Beruf des Müllers, also des Betreibers einer Mühle. Er ist zugleich Wohnstättenname, nämlich den Müller bezeichnend, der am Brunnen (Born) wohnt. Die Verbreitung des Namens in Deutschland ist gering.

## Namensträger
- Alfred Bornmüller (1868–1947), deutscher Forschungsreisender, Botaniker, Bruder von Joseph F. N. Bornmüller
- Christoph Bornmüller (* 1983), deutscher Theaterschauspieler und -regisseur
- Franz Bornmüller (1825–1890), deutscher Lexikograph und Redakteur
- Joseph Bornmüller (1862–1948), deutscher Botaniker

## Belege
1. ↑  Familiennamenverbreitung Deutschland, kartezumnamen.eu, abgerufen am 2. April 2019.
2. ↑  Zunamenhäufigkeit Deutschland, Geogen, abgerufen am 2. April 2019.